# بيث بونير
بيث بونير (بالإنجليزية: Beth Bonner) هي منافسة ألعاب القوى أمريكية، ولدت في 9 يونيو 1952 في مقاطعة بريستون في الولايات المتحدة، وتوفيت في 9 أكتوبر 1998.